# Paulí Subirà i Claramunt
Paulí Subirà i Claramunt (Barcelona, 1966) és un realitzador de televisió, director d'Imatge i Serveis Artístics de TV3.

## Trajectòria professional
La seva trajectòria professional ha estat vinculada a TV3 des del 1987, primer com a operador de càmera i posteriorment, després d'anys fent reportatges, informatius i esports, com a realitzador, àmbit en el qual té una llarga experiència en transmissions multicàmera i en produccions en 3D, en directe o en postproducció. Com a realitzador, ha liderat des de TV3 algunes de les fites pioneres de l'HD i del 3D, com els primers partits de la Lliga en HD o el Màsters de Tenis del 2010 en 3D. Va dirigir la cobertura televisiva de la vista del papa Benet XVI a la Sagrada Família el 2010, gravat en 3D, i va realitzar el concert de Violadores del verso, premiat per ser el primer del món que s'emetia en directe en 3D i so 5.1.
Ha dirigit la pel·lícula Llits 3D (2010), basada en l'obra de teatre Llits; el lipdub de Porrera (2010), el primer en 3D; l'adaptació per a cine en 3D de Geronimo Stilton: el musical del Regne de la Fantasia (2011) i la pel·lícula documental en 3D sobre el món casteller Enxaneta (2011), que fou una de les nominades als Premis Gaudí a millor pel·lícula documental el 2012.
També va dirigir la pel·lícula “3D Flames” sobre les falles de València.
Fou el realitzador informatiu nocturn La nit al dia des del 2002 al 2008, i va dissenyar el canal de notícies 3/24, inaugurat el 2003. Ha dirigit la realització d'entrevistes institucionals de TV3 als presidents de la Generalitat i del govern espanyol, caracteritzades per la innovació en aspectes d'imatge. També ha realitzat les dues edicions del programa Com va la vida?, on Andreu Buenafuente entrevistava Eduard Punset.
Dissenyador de grans formats d'èxit de televisió, com FAQS (Preguntes Freqüents de TV3) O les nits especials d'eleccions.
Realitzador a grans esdeveniments esportius: motogp, F1, Uefa Champions league, Campionat del món de Motocros, world series by Renault, Eurolliga de bàsquet, lliga de futbol a Espanya...
I socials: grans manifestacions i actes político-socials multitudinaris, concert “Volem acollir” per les persones refugiades, concert de David Bisbal al Royal Albert Hall, concert de Txarango al Prat...

## Reconeixements
El 2011 l'Acadèmia de Televisió va concedir-li el "Premi Talento", que reconeix la tasca dels professionals que treballen darrere la càmera amb eficàcia i èxit.
Premi Ondas Internacional amb “The way things are”
Premi ciutat de Barcelona amb “les Rambles”
Premis Zaping...